# Škurinje
Škurinje (tal. Scurigne) je riječki kvart koji obuhvaća stara naselja Škurinje i Tibljaši te naselje Novo Škurinje koje je izgrađeno 1970-ih.  U njemu djeluje istoimeni mjesni odbor Grada Rijeke. 

## Stanovništvo
Škurinje naseljava 5751 stanovnik. Godine 2001. imalo je 6444 stanovnika.

## Povijest
Škurinje se spominje u XVI. st. kada je pripadalao općini Plase pod upravom devinskih feudalaca. Kada je 1779. Marija Terezija odvojila Rijeku od Austrije davši joj status Corpusa separatuma Ugarske, Škurinje je ostalo u sastavu Austrije, tj. od 1849. pripadalo je Markgrofovijii Istri sve do 1918. kada je pripalo Kraljevinii Italiji. Od 1920. do 1924. bilo je u sastavu Slobodne države Rijeke, a Rimskim sporazumom 1924. dodjeljuje se Kraljevini SHS tako da je sredinom Škurinjske Drage prolazila granica s Italijom.
Mjesni odbor Škurinje osnovan je Zaključkom Poglavarstva Grada Rijeke, na sjednici od 18. srpnja 1995. godine. Zaključak o osnutku mjesnog odbora Škurinje objavljen je u “Službenim novinama PGŽ” broj 16/95 od 4. kolovoza 1995. godine.

## Spomenici i znamenitosti
- Spomenik palim borcima i žrtvama fašizma u Škurinju podignut 1980. godine projektirala je Vlasta Šušanj, koja se neko vrijeme i bavi    restauracijom spomenika narodnooslobodilačke borbe. Spomenik je smješten u starom gradu u Škurinju, na povišenom platou. Za ovakav specifičan oblik spomenika autorica je pronašla inspiraciju u motivu nedaleko, gdje su kamene popločane kosine, u obliku žlijeba služile kao skupljalište vode. Spomenik palim borcima simbolički je povezan sa skupljanjem vode kao izvora života kao i skupljanje boraca u borbi za život i slobodu.[3]
- Kapela sv. Marije od Škurinja (Santa Mara in Scurigne) pripadala je općini Plase. U jednom dokumentu o razgraničenju iz 1554. spomnje se sajam koji se od davnine održavao kraj te crkvice koja je od 1506. bila u posjedu  Giacoma di Banisisa. U arhivu u Gracu[Graz?] postoji darovnica nadvojvode Karla iz 1573. kojom tu kapelicu i pripadajuće imanje daje riječkoj bolnici.[2]

## Šport
- Boćarski klub Škurinje
- Malonogometni klub Škurinje Novo Naselje
- ŽAOK Škurinje Rijeka

## Vanjske poveznice
- Službene stranice
- Interaktivni zemljovid MO[neaktivna poveznica]